# Hjertstedt
Hjertstedt är ett svenskt släktnamn som härstammar från Järstads socken i Östergötland och Frödinge socken utanför Vimmerby. Namnet bars, i sin äldsta form, första gången av kyrkoherde Håkan Nilsson (1638-1686) som antog namnet Haquinius Nicolai Hierstadius i samband med att han blev prästvigd i Uppsala år 1663.